# Robert Zawada
Robert Zawada (Voivodato de Mazovia, 7 de junio de 1944-5 de mayo de 2024) fue un balonmanista y entrenador de balonmano polaco que jugó en la posición de armador.

## Carrera

### Club
| Periodo   | Club            |
| --------- | --------------- |
| 1960-1969 | Wybrzeże Gdańsk |
| 1969-1977 | SPR Stal Mielec |
| 1978-1980 | Wiedeń HC       |

### Selección nacional
Jugó para Polonia en 108 ocasiones de 1960 a 1972, siendo el primer balonmanista de Polonia en jugar en 100 ocasiones con la selección nacional, y participó en los Juegos Olímpicos de Múnich 1972.

### Entrenador
| Periodo   | Club                |
| --------- | ------------------- |
| 1997-1999 | SPR Stal Mielec     |
| 2001-2004 | SPR BRW Stal Mielec |

## Logros
- Liga Polaca de Balonmano (1): 1966
- Copa de Polonia de balonmano (1): 1972